# Terokhada
Terokhada (en bengali : তেরখাদা) est une upazila du Bangladesh dans le district de Khulna. En 1991, on y dénombrait 102 972 habitants.